# キャサリーン・ジェーン・フィシャー
キャサリーン・ジェーン・フィシャー（Catherine Jane Fisher） は、草の根人権活動家賞を受賞した著作家、エンパワータリアン（人々に勇気を奮うように働きかける社会運動家）。
日本に1980年から長期滞在しているオーストラリア人。2008年に沖縄で6000人以上の聴衆の前で沈黙を破ってレイプの被害を訴えた初めての女性。日本だけではなく世界的にも有数のレイプ被害者のために道を切り開いた先駆者。

## 経歴
オーストラリア・パース出身。1980年代から日本在住。
2002年4月5日、神奈川県横須賀市でアメリカ海軍キティホーク (空母)乗組員に強姦された。神奈川県警察から屈辱的な取り調べを受け、心的外傷後ストレス障害に陥った。同年7月、横浜地方検察庁は理由を明らかにしないまま加害者を不起訴処分にした。のち加害者に損害賠償請求を提訴。2004年11月、東京地方裁判所（東京地裁）は暴行を認定、300万円の支払いを命じたものの、加害者は審理中に名誉除隊し所在不明となった。
2012年5月、加害者が住むアメリカ合衆国（アメリカ）ウィスコンシン州ミルウォーキーのウィスコンシン郡巡回裁判所に、2004年の東京地裁判決の履行を求めて提訴。2013年10月15日、勝訴判決。性暴力事件をめぐる外国判決の承認・執行をしたアメリカで初めての判例であるとされ、東京地裁での審理中にアメリカ軍が加害者に帰国を指示していたことも明らかとなった。
性暴力やドメスティックバイオレンスの被害者支援に取り組み、レイプ緊急センター設立を目指して活動する。

## 解説
彼女は、加害者に対して、被害地の東京地裁で民事訴訟に勝訴しただけでなく、加害者が除隊後帰住したアメリカのウィスコンシン州ミルウォーキーでも民事訴訟に勝利し、声を上げることを選んだ被害者の一例として注目された。
加害者は、アメリカ軍の兵士でレイプの事実を認めて民事訴訟に応じたが、その後、上官の指示によって除隊しアメリカに帰国してしまった。日本での民事訴訟は、原告が勝訴したが、被告不在のため判決の執行はできなかった。その後、10年間一人で加害者の所在を探したが、別の犯罪でアメリカの刑務所に入所している加害者を発見したので、アメリカの州裁判所に民事訴訟を行った。結局、米国の弁護士の協力を受けて、彼女は金銭ではなく正義を求めて1ドルの損害賠償で満足することにして、その代わり、被告が帰国した経過を書面で確認する方法を選んだ。
2019年に、ジュネーブの国連人権理事会で発言し、被害者の人権を踏みにじる犯罪について、国連が被害者を代表して関与すべきであることを訴えた。
ワーリアズジャパン（Warriors Japan）とアイアムジェイン（I am Jane）という団体を作ってエンパワータリアン（empowertarian）という言葉を編み出した。
2016年には、ヒューマンライツ・ナウの大賞を受賞した。同年、オーストラリアン・オブ・ザ・イヤーにノミネートされた。
彼女が書いた本は、多くの点で、社会への重要な貢献を示すものである。日本語の作品として『自由の扉―今日から思いっきり生きていこう』（御茶の水書房、2009年）『涙のあとは乾く』（井上里 訳、講談社、2015年）があり、英語の作品として  I am Catherine Jane : the true story of one woman's quest for justice , Vivid Publishing, Fremantle, Western Australia, 2014 がある。
2002年以来、彼女は日米地位協定16条の見直しを求めて活動してきた。